# Dasypogon bromeliifolius
Espèce
Dasypogon bromeliifolius est une espèce de plante à fleurs de la famille des Dasypogonaceae. Il est communément dénommé pineapple bush. C'est un arbuste originaire d'Australie occidentale.

## Description
Les tiges mesurent jusqu'à 1 m de haut, et font 3-10 mm de diamètre. Les feuilles sont groupées sur la partie inférieure de la tige et font jusqu'à 55 cm de long et3-5 mm de large au-dessus de la base large, effilées ; les marges  sont irrégulièrement scabres. Le pédoncule terminal présente des bractées éparses semblables à des feuilles, devenant petites et subulées vers l'apex, tomenteuses avec des poils scabrides grossiers et réfléchis. L'inflorescence de 2,5-3,5 cm de diamètre avec des bractées florales étroites, retournées et piquantes à l'apex, certaines proéminentes élargies et exsertes. Le périanthe mesure 8-9 mm de long ; les sépales grossièrement hirsutes et scabridés à l'extérieur. Les étamines de 15-16 mm de long ; les anthères de 2 mmde long. Le style et l'ovaire de 13-15 mm de long.
La floraison a lieu d'octobre à janvier

## Répartition et habitat
Dasypogon bromeliifolius est largement répandu et souvent commun dans le sud-ouest de l'Australie occidentale, dans les zones proches du littoral, de la rivière Moore à la rivière Fitzgerald. Il pousse dans le sable dans les forêts basses, en particulier sur les plaines basses ; également dans la lande côtière.

## Taxonomie
D. bromeliifolius a été décrit pour la première fois par Robert Brown en 1810, . Le spécimen type, BM000939359, a été collecté par Robert Brown en 1801/1802 à King George's Sound et est conservé au British Museum.

## Systématique
Le nom correct complet (avec auteur) de ce taxon est Dasypogon bromeliifolius R.Br..

### Étymologie
Sasypogon vient du grec  « dasus » touffu, velu.